# شبح (ئی‌پی اسکای فریرا)
شبح (به انگلیسی: Ghost) دومین آلبوم چندآهنگه از خوانندهٔ آمریکایی اسکای فریرا می‌باشد که در ۱۶ اکتبر سال ۲۰۱۲ از سوی کپیتال رکوردز منتشر گردید.